# Commissariat de l'avenue Louis Lepoutre

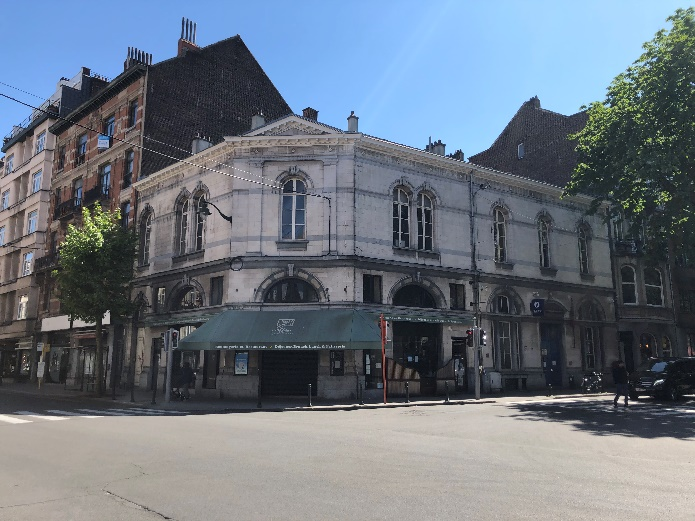

Le commissariat de l'avenue Louis Lepoutre se trouve dans un bâtiment situé à l'angle de l'avenue Louis Lepoutre et de la Chaussée de Waterloo sur le territoire de la commune d'Ixelles, à Bruxelles (respectivement les numéros 2-2a-4 et le numéro 515). Cette bâtisse de style éclectique beaux-arts a été érigée aux alentours de 1900-1910 pour devenir un des commissariats d’Ixelles dans le cadre de l’expansion du quartier Berkendael. Depuis 2015, ce bâtiment est divisé en deux parties distinctes, l’une accueillant un commerce et l’autre le commissariat. 

## Histoire

### L'avenue Louis Lepoutre

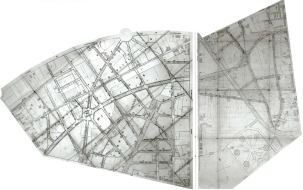
Plans d’alignement du quartier Berkendael, dressés par César Boon, 1898.

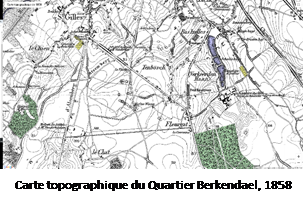
Carte topographique du Quartier Berkendael, 1958

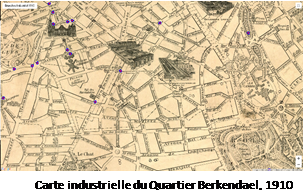
Carte industrielle du Quartier Berkendael, 1910

L’avenue Louis Lepoutre est une avenue tracée par le géomètre César Boon en 1898 et fixée par arrêté royal en 1902 dans le cadre du plan général d’alignement et d’expropriation par zones', auquel les arrêtés royaux des 2 mai et 31 mai 1904 vinrent apporter de légères modifications et dont la majeure partie a été bâtie entre 1905 et 1914.
Elle relie la chaussée de Waterloo et la place Georges Brugmann en s’inscrivant en axe central du quartier Berkendael. 
Cette avenue est dessinée en arêtes de poisson et desservie par six rues, trois de chaque côté. Coté sud-est, de la place Brugmann vers la chaussée de Waterloo, la rue Mignot Delstanche, la rue Alphonse Renard et la rue Camille Lemonnier. Du côté nord-ouest, la rue François Stroobant, la rue Emmanuel Van Driessche et la rue de la Réforme.
L’avenue Louis Lepoutre est principalement composée d’habitations bourgeoises de style beaux-arts et éclectique et de très peu d’édifices publics. Ces habitations bourgeoises sont, pour la plupart, des hôtels de maîtres et sont habitées par des familles bourgeoises, des médecins, hommes politiques, hommes d’affaires et des avocats pour ensuite faire également place à des artistes et des écrivains.

### La Chaussée de Waterloo
La chaussée de Waterloo fait partie du réseau étoilé de chaussées  autour de la ville de Bruxelles, avec celles de Charleroi, de Mons, de Ninove, de Gand, de Haecht, de Louvain, de Wavre. Ces chaussées sont les restes de celles qui reliaient à Bruxelles les villages environnants qu’étaient Ixelles, Saint-Gilles, Cureghem, Molenbeek-Saint-Jean, Laeken, Uccle , etc. Ces villages vont d’ailleurs se confondre avec la capitale au milieu du XIXe siècle dans le cadre du Plan général pour l’extension et l’embellissement de l’agglomération bruxelloise instigué par l’architecte Victor Besme. C’est ce plan qui préfigure le Bruxelles d’aujourd’hui et qui avait pour ambition de fondre les villages-banlieues de Bruxelles en une grande capitale qui répondrait aux ambitions nourries par Léopold II  à cette époque. 
Cette très longue chaussée démarre à la Porte de Hal à Saint-Gilles pour traverser les communes d’Ixelles, d’Uccle et changer de nom en Chaussée de Bruxelles en passant sur le territoire de Waterloo. Elle vient donc séparer le quartier Tenbosch et Berkendael.  
Les bâtiments de cette chaussée sont rarement destinés uniquement au logement et la plupart d’entre eux sont également pensés pour le commerce avec des rez-de-chaussée avec devantures et vitrines. 

## Architecture

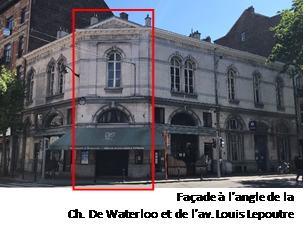
Angle du commissariat de l'avenue Louis Lepoutre

Le commissariat s’inscrit donc dans la continuité de cette évolution et dans la logique de construction de l’avenue Louis Lepoutre. Le style éclectique est utilisé ici pour s’intégrer dans le paysage urbain avoisinant dont les constructions sont majoritairement des maisons bourgeoises commanditées par une élite de la société
Le bâtiment comprend deux registres et est aujourd’hui divisé en deux parties bien distinctes qui ont chacune une fonction différente (commerce et commissariat). L’ensemble du bâtiment repose sur un soubassement  en pierre bleue qui suit le relief des ouvertures qui se trouvent juste au-dessus. La façade est parée de pierres blanches et de bandeaux de pierres bleues

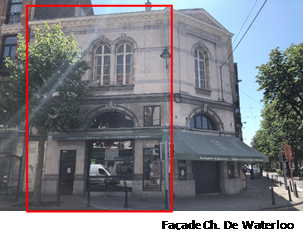
Façade coté chaussée de Waterloo

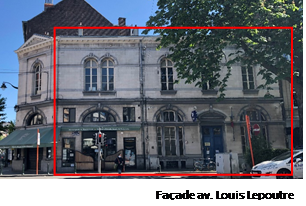
Façade coté avenue Louis Lepoutre

Le bâtiment se compose de sept travées. Sur la Chaussée de Waterloo, de gauche à droite, une travée d’entrée et une travée principale. Sur l’angle, la travée principale qui sert également de travée d’entrée. Celle-ci est à ressaut  à l’étage et est surmontée d’un fronton purement néo-classique. Sur l’avenue Lepoutre, de gauche à droite se trouve une travée principale similaire à celle de la chaussée, une travée latérale, une travée d’entrée et une travée latérale.
A l’exception des portes des travées latérales, les fenêtres qui les surplombent et de la porte de la travée d’entrée de l’avenue Lepoutre, toutes les ouvertures sont à arc en plein cintre  refermées par une clef  ouvragée. Celles du rez-de-chaussée des travées adjacentes à la travée d’angle sont divisées par une traverse horizontale en pierre bleue qui sépare l’arc de la fenêtre. Ces arcs sont flanqués de petites fenêtres rectangulaires. Les fenêtres du rez-de-chaussée de la partie commissariat sont, en plus de cela, coupées chacune par deux meneaux  en pierre bleue également. Les portes sont rectangulaires et celle du commissariat est surmontée d’un fronton courbe.
L’étage est séparé du rez-de-chaussée par un bandeau de pierre bleue en relief. Les fenêtres de l’étage reposent toutes sur des allèges  également en pierre bleue. Celle des travées adjacentes à la travée d’angle sont jumelées. Deux bandeaux de pierre bleue traversent toute la façade de l’étage au niveau de la base des fenêtres et de la base de leurs arcs. Deux pilastres encadrent la fenêtre de la travée d’angle.
La jonction entre l’étage et la toiture est composée d’une corniche  reposant sur des petits modillons cubiques.